# Station Hardinxveld Blauwe Zoom
Station Hardinxveld Blauwe Zoom is een Nederlands spoorwegstation in de gemeente Hardinxveld-Giessendam aan de MerwedeLingelijn, onderdeel van de Betuwelijn. Het station werd in gebruik genomen op 11 december 2011.
Hardinxveld Blauwe Zoom ligt tussen de stations Hardinxveld-Giessendam en Sliedrecht, bij de wijk De Blauwe Zoom. Opmerkelijk is dat de naam van het station verwijst naar Hardinxveld, terwijl de wijk en het station gelegen zijn in het Giessendamse gedeelte van het dorp Giessendam - Neder-Hardinxveld.
Het station heeft 1 perron aan 1 spoor en heeft verder een Kiss & Ride-plek en een aantal parkeerplaatsen. Qbuzz rijdt in principe tussen Dordrecht en Gorinchem elk kwartier, maar omdat een groot gedeelte van deze lijn enkelsporig is, wordt dit station maar eens per half uur bediend. Qbuzz rijdt op de MerwedeLingelijn met moderne lightrail-voertuigen.

## Bediening
Het station wordt in de dienstregeling 2025 door de volgende treinserie bediend:
| Serie | Treinsoort        | Route                                                          | Bijzonderheden                    |
| ----- | ----------------- | -------------------------------------------------------------- | --------------------------------- |
| 7200  | Stoptrein (Qbuzz) | Dordrecht – Hardinxveld Blauwe Zoom – Gorinchem – Geldermalsen | Rijdt onder de formule van R-net. |

## Afbeeldingen

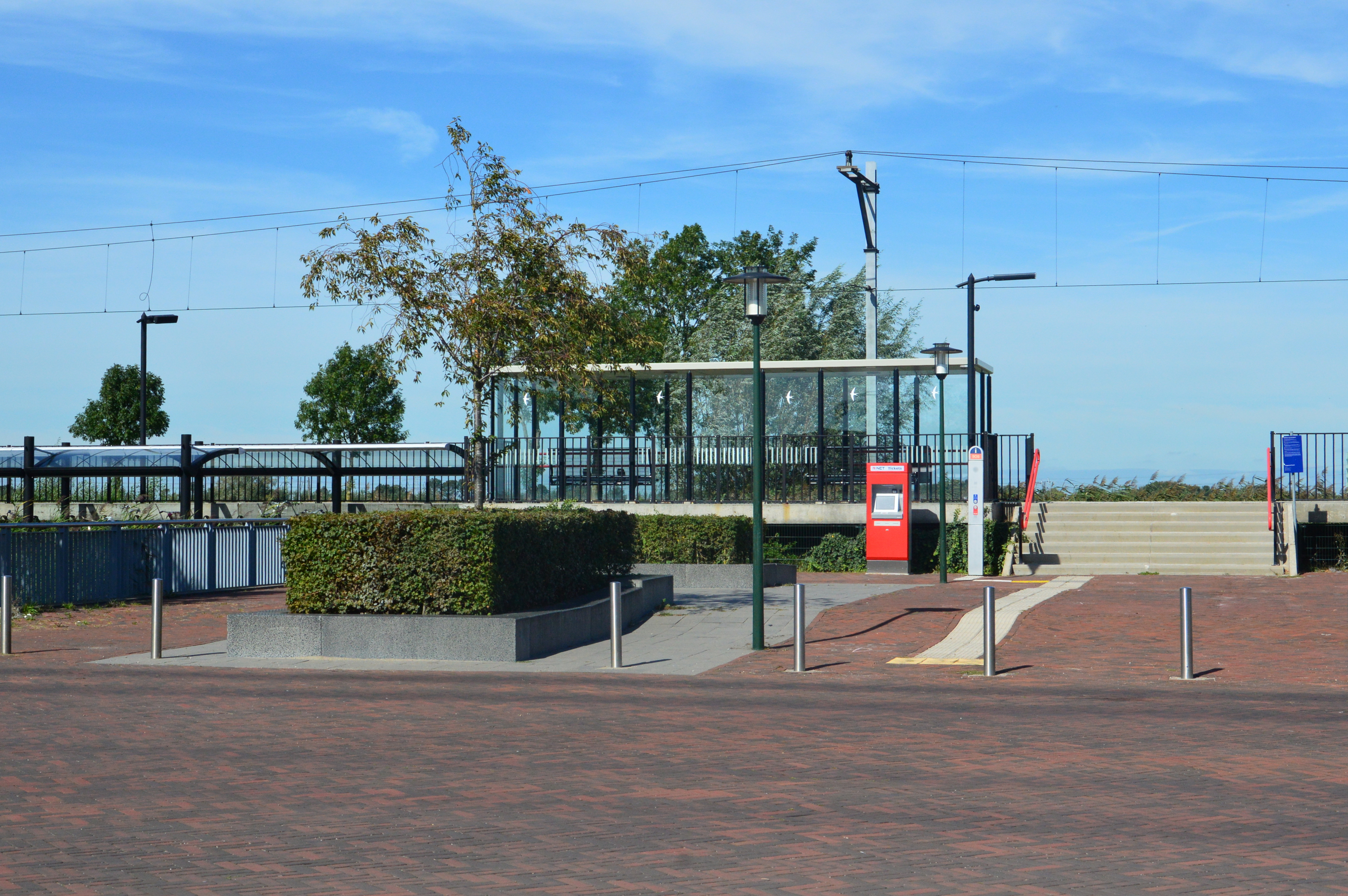
Station in 2019
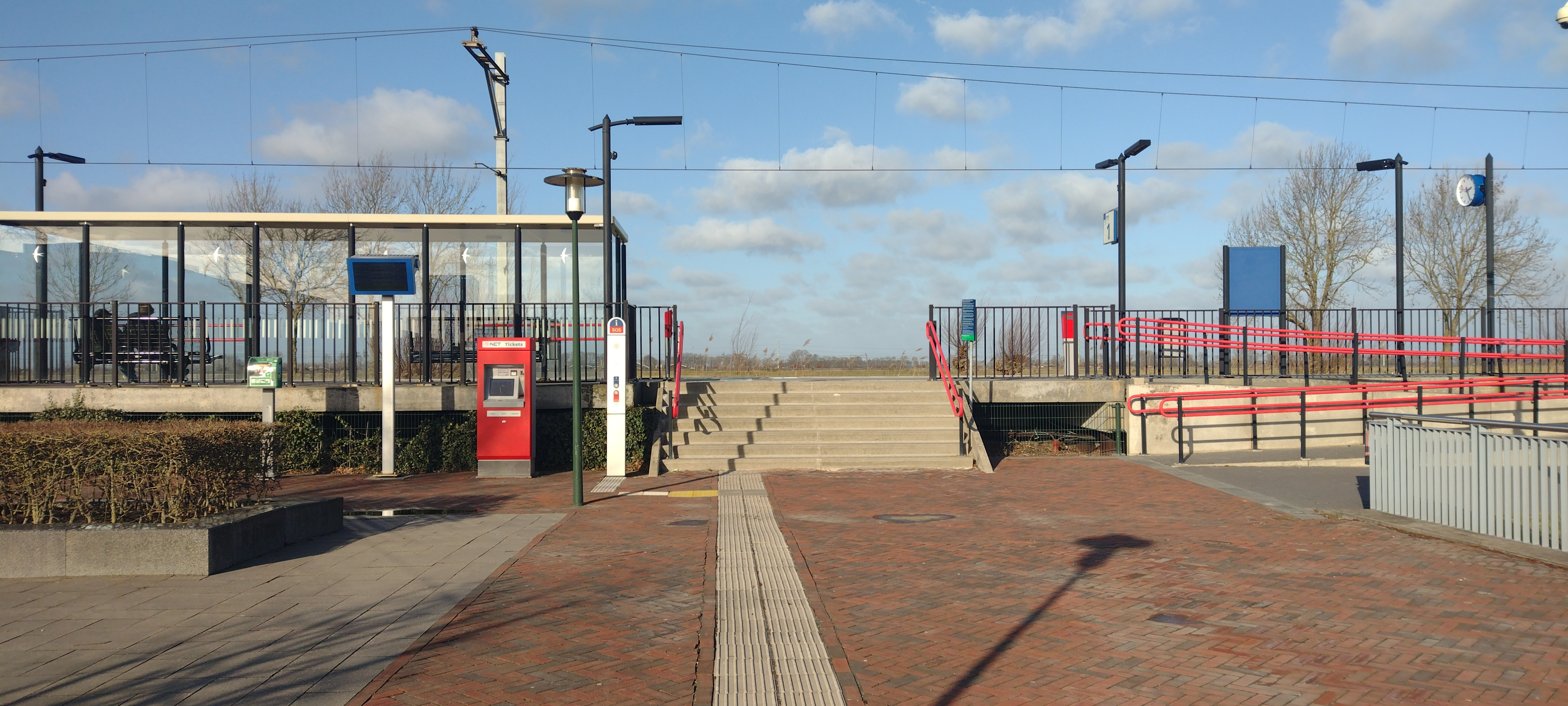
Station in 2024
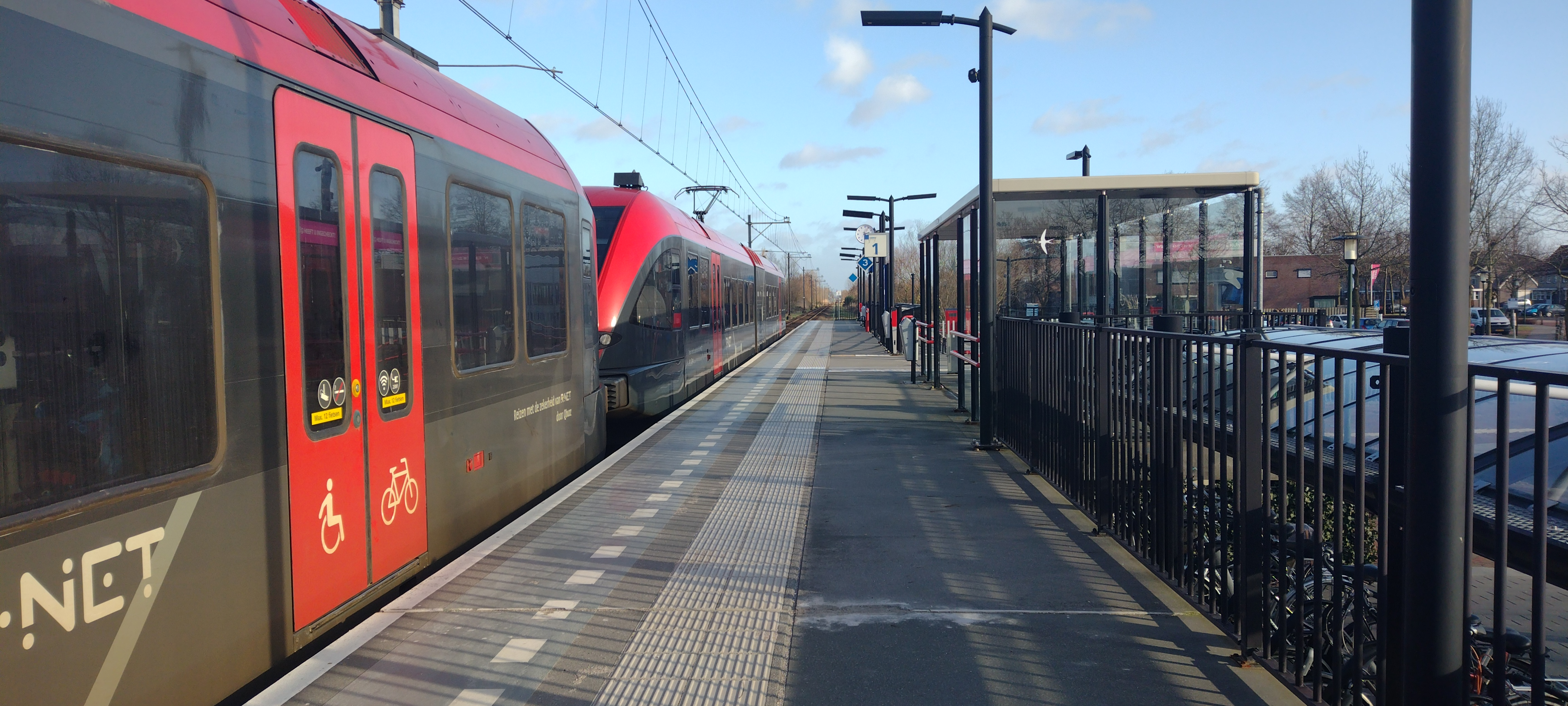
GTW van R-NET op het station
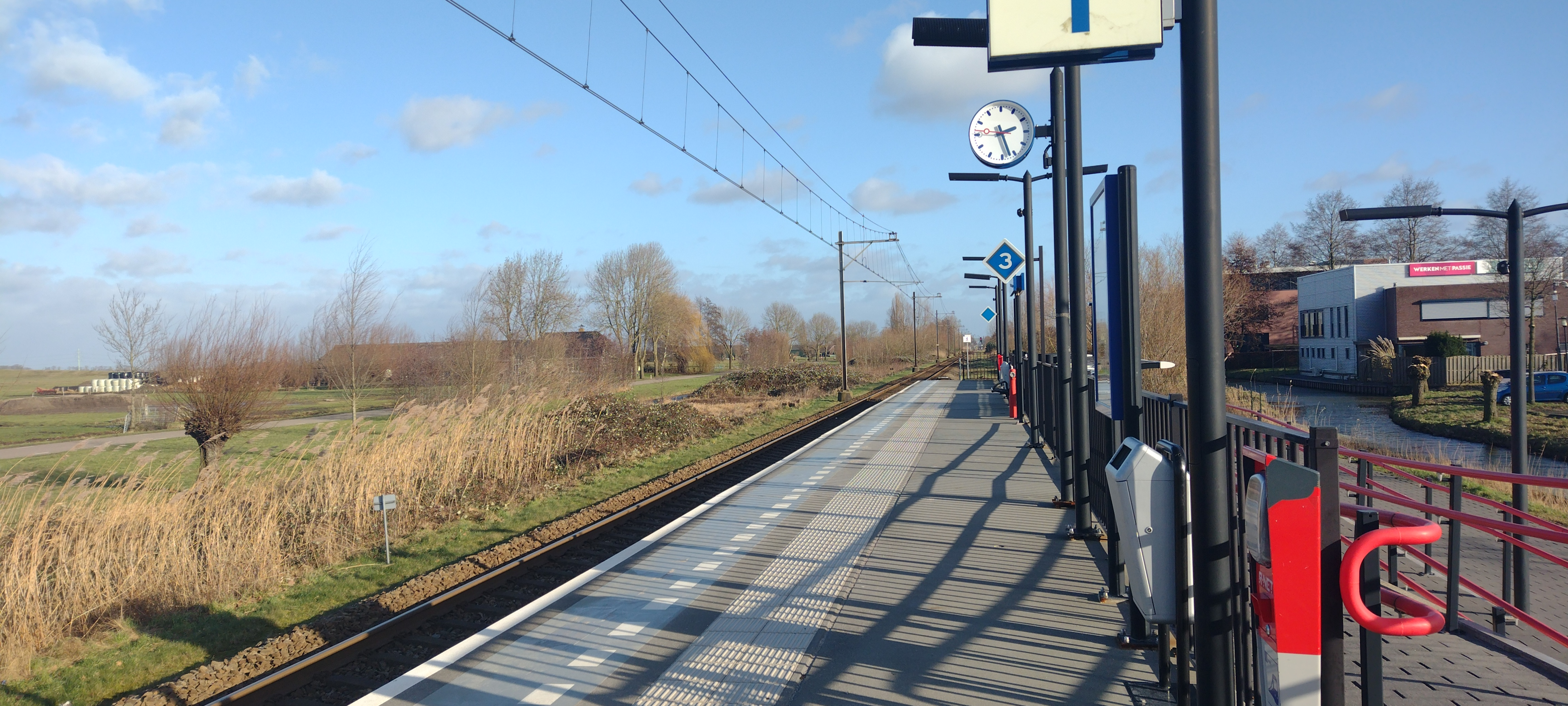
Perron

0: Elst ·
1: Vork ·
6: Valburg ·
11: Zetten-Andelst ·
15: Hemmen-Dodewaard ·
17: Opheusden ·
21: Kesteren ·
25: Schaapsteeg ·
27: Echteld ·
33: Tiel ·
35: Tiel Passewaaij ·
37: Wadenoijen ·
41: Utrechtsche Straatweg ·
45: Geldermalsen ·
51: Beesd ·
55: Rhenoy ·
58: Leerdam ·
66: Arkel ·
Gorinchem Noord ·
71: Gorinchem ·
73: Schelluinen ·
75: Giessen-Nieuwkerk ·
77: Boven Hardinxveld ·
78: Hardinxveld-Giessendam (1885) ·
79: Hardinxveld-Giessendam (1957) ·
80: Gasfabriek ·
Hardinxveld Blauwe Zoom ·
84: Sliedrecht ·
87: Sliedrecht Baanhoek ·
90: 't Visschertje ·
91: Dordrecht Stadspolders ·
94: Dordrecht
Alphen a/d Rijn ·
Arkel · 
Barendrecht · 
Bodegraven · 
Boskoop · 
-Snijdelwijk · 
Boven Hardinxveld · 
Capelle Schollevaar · 
De Vink · 
Delft · 
-Campus · 
Den Haag:
-Centraal · 
-HS ·
-Laan van NOI · 
-Mariahoeve · 
-Moerwijk · 
-Ypenburg · 
Dordrecht · 
-Stadspolders ·
-Zuid ·
Gorinchem · 
Gouda · 
-Goverwelle · 
Hardinxveld:
-Blauwe Zoom · 
-Giessendam · 
Hillegom · 
Lansingerland-Zoetermeer · 
Leiden:
-Centraal · 
-Lammenschans · 
Nieuwerkerk a/d IJssel · 
Rijswijk · 
Rotterdam:
-Alexander · 
-Blaak · 
-Centraal · 
-Lombardijen · 
-Noord · 
-Stadion · 
-Zuid · 
Sassenheim · 
Schiedam Centrum · 
Sliedrecht · 
-Baanhoek · 
Voorburg · 
Voorhout · 
Voorschoten ·
Waddinxveen · 
-Noord ·
-Triangel ·
Zoetermeer · 
-Oost · 
Zwijndrecht
Geplande stations:
Gorinchem Noord · Hazerswoude-Koudekerk · Schiedam Kethel
Voormalige stations: zie de lijst van voormalige spoorwegstations in Zuid-Holland